# Wirtschaftskrieg
Ein Wirtschaftskrieg im engeren Sinne ist eine Wirtschaftssanktion, die im Rahmen von Sanktionen gegen die Volkswirtschaft der feindlichen Bevölkerung verhängt wird und durch Gegenmaßnahmen des sanktionierten Staates eskaliert. Als politisches Schlagwort wird der Begriff für Wirtschaftssanktionen verwendet.

## Allgemeines
Über die militärische Auseinandersetzung hinaus wird die Zivilbevölkerung des Feindes auch durch wirtschaftliche Zwangsmittel getroffen. Im weiteren Sinne soll der Wirtschaftskrieg, ohne dass eine militärische Auseinandersetzung stattfindet, die Zivilbevölkerung wirtschaftlich schädigen. Im letzteren Fall ist der Wirtschaftskrieg mit der Wirtschaftssanktion identisch. Um einen archetypischen Wirtschaftskrieg handelt es sich, wenn der sanktionierte Staat selbst wirtschaftliche Gegensanktionen ergreift. Im Wirtschaftskrieg können neben ökonomischen oft auch juristische, politische und/oder geheimdienstliche Instrumente Verwendung finden.
Wirtschaftskriege müssen nicht gegen einen bestimmten Staat gerichtet sein, sondern können auch der Unterstützung der eigenen Wettbewerbsfähigkeit im Rahmen der Außenwirtschaftspolitik dienen. Dann wird häufig von einem Handelskrieg gesprochen.

Der Historiker Sönke Neitzel verwandte 2010  eine sehr weit gefasste Definition von Wirtschaftskriegen als 

„Konflikte, die im Wesentlichen mit wirtschaftlichen Mitteln ausgetragen werden, auf die Wirtschaft zielen oder deren Ausgang von ökonomischen Faktoren dominiert wird. Wirtschaftskriege können somit Teil eines ‚heißen Krieges‘ sein, aber auch in Friedenszeiten ausgetragen werden […] Entscheidend ist, dass ökonomische Aspekte einen Krieg oder – in Friedenszeiten – den Charakter der bilateralen Beziehungen bestimmen.“

## Rechtsgrundlagen
Der UN-Sicherheitsrat kann nur als Reaktion auf eine Gewaltanwendung eines Staates ein Handelsembargo oder andere Wirtschaftssanktionen anordnen, die dann für alle UN-Mitglieder verbindlich sind (Art. 41 UN-Charta).
Der Rat der Europäischen Union kann als Teil seiner Gemeinsamen Außen- und Sicherheitspolitik Wirtschaftssanktionen anordnen (Art. 215 AEUV). Ist ein Tätigwerden der Gemeinschaft vorgesehen, um die Wirtschaftsbeziehungen zu einem oder mehreren dritten Ländern auszusetzen, einzuschränken oder vollständig einzustellen, trifft der Rat nach Art. 301 AEUV die erforderlichen Sofortmaßnahmen; der Rat beschließt auf Vorschlag der Kommission mit qualifizierter Mehrheit. Die Europäische Wirtschaftsgemeinschaft verhängte ihre erste Wirtschaftssanktion 1982 gegen die Sowjetunion, bis 2019 gab es 35 weitere Sanktionen gegen andere Staaten. Die häufigsten Sanktionsinstrumente sind Waffenembargos, Einreiseverbote, Kontosperren und Waren- und Dienstleistungsboykotts. Solche „intelligenten Sanktionen“ (englisch smart sanctions) sollen zielgerichtet einzelne Individuen oder Gruppen der herrschenden Elite im jeweiligen Land treffen, ohne zugleich die Zivilbevölkerung zu schädigen.
In Deutschland sieht § 4 Abs. 1 AWG vor, dass insbesondere im Falle der Störung der öffentlichen Sicherheit oder des friedlichen Zusammenlebens der Völker der Außenwirtschaftsverkehr mittels Rechtsverordnung Rechtsgeschäfte und Handlungen beschränkt werden kann.

## Form der Durchführung
Verhängte Wirtschaftssanktionen können ihre Wirkung nur entfalten, wenn sie mittels Beschlagnahme (Mobilien, Immobilien, Kontosperren), Blockade, Boykott, Desinvestition, Embargo (Exportverbot, Importverbot), Verbot des Technologietransfers oder Wirtschaftskrieg umgesetzt werden. Mit Hilfe einer – meist mit militärischen Mitteln durchgeführten – Blockade wird beispielsweise der Güter- oder Personentransport verhindert, die einer Sanktion unterliegen. Dabei ist jedoch zu erwähnen, dass die Abgrenzung dieser Begriffe in der Fachliteratur uneinheitlich vorgenommen wird. Die Maßnahmen gegen das ehemalige Südrhodesien im Jahre 1965 wurden beispielsweise als „Sanktionen“ und gleichzeitig als „Embargo-Maßnahmen“ bezeichnet oder als „Embargo“ und zugleich „Boykott“. Es gibt sogar Begriffspaare wie „Boykottsanktion“ und „Sanktionsboykott“. englisch Economic sanction, englisch boycott und englisch embargo werden sogar als Synonyme betrachtet.

## Geschichte
Frühe Wirtschaftskriege standen seit der Antike regelmäßig in Zusammenhang mit der Kolonialisierung fremder Länder und hatten vor allem das Ziel, fremde Ressourcen zu erobern, ohne einen langwierigen bewaffneten Konflikt zu führen. Mit oftmals geringen militärischen Mitteln, jedoch weitreichenden einseitigen Handelsvereinbarungen konnten Rohstoffe und die Arbeitsleistung des kolonialisierten Landes im weiteren Verlauf oft ohne den Einsatz von Waffen ausgebeutet werden, da die einheimische Bevölkerung die Tragweite ihrer Zusagen zunächst nicht erkannte. Wurde die Ausbeutung bemerkt, hatte sich der aggressive Wirtschaftspartner bereits weitreichenden Einfluss auf Gesetzgebung und/oder Exekutive verschafft. Erst nach langen Verhandlungen und zahlreichen Kriegen wurden nahezu alle Kolonien im 20. Jahrhundert aufgegeben (siehe Entkolonialisierung).
Großbritannien hatte nach den Erfahrungen des Ersten Weltkrieges verschiedene Beratungsgremien für wirtschaftliche Handels- und Versorgungsunterbrechungen eingerichtet und nach dem Beginn des Zweiten Weltkrieges im September 1939 die Gründung des Ministeriums für wirtschaftliche Kriegsführung (MEW) vollzogen. Im Zweiten Weltkrieg hatte sich dann deutlich gezeigt, wie wichtig bestimmte Rohstoffe für die Wirtschaft eines Landes sein können. Hitlers Eroberungsfeldzüge zielten auch darauf ab, sich den Zugriff auf Rohstofflagerstätten zu sichern und ihn seinen Gegnern zu verwehren. Zum Beispiel sicherte sich das Deutsche Reich
- die Eisenerz-Lagerstätten bei Kiruna durch das Unternehmen Weserübung – die Besetzung der neutralen Staaten Dänemark und Norwegen im Mai 1940. Nach britischer Einschätzung hätte das Deutsche Reich ohne die kriegswirtschaftlich notwendigen skandinavischen Erze – Eisenerz und Stahlveredlungsmetalle – den Krieg nicht länger als zwölf Monate durchhalten können; und
- die rumänischen Ploiești-Ölfelder (siehe auch Operation Tidal Wave).

Auch andere knappe Ressourcen – darunter auch Rohstoffe – galten in Deutschland als 'kriegswichtig'. Das 'Unternehmen Weserübung' kam einer britischen Aktion, dem Plan R 4, knapp zuvor. Ziel dieser Aktion war es unter anderem, das Deutsche Reich von Kiruna abzuschneiden.
Nach Kriegsende begann bald der Kalte Krieg; die Wirtschaftsspionage als Mittel der strategischen Kriegsführung zwischen Nationen und Wirtschaftsunternehmen entwickelte sich weiter, begünstigt durch große Fortschritte der Nachrichtentechnik, der Filmtechnik und der Satellitentechnik.
Die russische Wirtschaft hatte nach dem Ende des Zweiten Weltkriegs Schwierigkeiten, sich wieder auf 'Friedensproduktion’ umzustellen. Viele westliche Industriestaaten verkauften der Sowjetunion keine Dual-Use-Güter, um ihr Rüstungspotential nicht zu unterstützen (siehe auch Exportbeschränkung).
Östliche Geheimdienste versuchten, durch Wirtschaftsspionage im Westen an westliches Know-how zu gelangen und mit diesem die technologische Rückständigkeit des Comecon zu verringern.
Durch das gezielte Ausspähen von Staats- oder Geschäftsgeheimnissen mit Hilfe geheimdienstlicher Methoden wird hierbei versucht, bestimmte Schlüsselkompetenzen zu erlangen. Das Ziel der Schädigung bzw. Vernichtung des Konkurrenten oder Teilen der gegnerischen Volkswirtschaft steht hierbei im Vordergrund. Die erfolgreiche Vernichtung oder Verteidigung von Arbeitsplätzen sowie gewachsener Infrastruktur wird in diesem Zusammenhang von den kriegführenden Parteien ebenso als „Sieg“ oder „Niederlage“ gekennzeichnet, wie eine verlorene oder gewonnene Schlacht konventioneller Kriegsführung.
Zwischen 1948 und den 1990er Jahren bestand ein auf zahlreichen Ebenen institutionalisierter Boykott Israels durch die Arabische Liga, durch welchen die arabischen Staaten versuchten, ihren erklärten Feind wirtschaftlich zu schwächen. Ziel war es, jedwede wirtschaftliche Kontakte Israels mit der Außenwelt zu unterbinden. Aufgrund der Unterstützung Israels durch westliche Staaten ging diese Strategie nicht auf.

## Möglichkeiten

### Handelshemmnisse
Eine andere Form des Wirtschaftskrieges zwischen Nationen wird durch den Einsatz von Handelshemmnissen dargestellt. Werden Zölle, Importbestimmungen oder die Unterbrechung von Nachrichtenverbindungen zur Wirtschaftsblockade und Isolierung einer gesamten Volkswirtschaft verdichtet eingesetzt, kommt die Industrieproduktion, soweit vorhanden, zum Erliegen, die Versorgung der Bevölkerung wird schwieriger, ggf. können Gelder auf internationalen Konten nicht mehr disponiert werden und der private sowie gewerbliche Internetverkehr kommt zum Erliegen. Eine derart angegriffene Volkswirtschaft ist isoliert, mit der Folge einer einsetzenden Verarmung und einer extremen Schädigung der Binnenwirtschaft (Beispiel aus dem Jahr 2001: Somalia wurde auf Druck der USA vom Internet getrennt und sämtliche Auslandskonten der somalischen Bank Al-Barakaat wurden eingefroren. Die Folge war, dass der Transfer von Geld ins Land behindert wurde, etwa von Somalis, die im Ausland arbeiteten und ihren Familien Geld schickten – siehe Weblinks).

### Finanzkrieg
Ein Wirtschaftskrieg kann mit den Mitteln des Finanzmarktes geführt werden („financial warfare“). Da circa 80 Prozent des internationalen Handels und 90 Prozent aller Devisengeschäfte in amerikanischer Währung abgerechnet werden, kann die US-Regierung Privatpersonen, Unternehmen oder ganze Wirtschaftssektoren gezielt ausschalten, den internationalen Handel eines Landes und seinen Zugang zum internationalen Kapitalmarkt erschweren, indem sie die Verbindung der Banken zu SWIFT kappt beziehungsweise Kreditinstitute dazu zwingt, Überweisungen und Kreditkartenzahlungen lahmzulegen und ihre Geschäftsbeziehungen zu bestimmten Ländern einzustellen. Auf diesem Wege sicherte eine Sonderabteilung des amerikanischen Finanzministeriums beispielsweise Wirtschaftssanktionen gegen Nordkorea, den Iran und Russland.
Ferner kann die Staatsschuldenquote eines Landes durch internationale, die Gläubigerinteressen vertretende Institutionen gesteuert und dazu genutzt werden, die wirtschafts- und haushaltspolitische Souveränität einer nationalen Regierung zu beseitigen. Beispiel: Konditionierung der Geldversorgung Griechenlands durch die Euro-Gruppe, EZB und IWF.
Internationale Finanzorganisationen instrumentalisieren währungs- und finanzpolitische Krisen zum technokratischen Umbau nationaler Wirtschaftssysteme nach dem chilenischen Modell der „Chicago Boys“.

### Militärische Einrichtungen
Spionageeinrichtungen, die zu Zeiten des Kalten Krieges gegen feindliche Staaten gerichtet wurden, können heute auch gegen Wirtschaftsunternehmen befreundeter Staaten eingesetzt werden, um Wirtschaftsspionage zu betreiben. Dan Smith, bis 1993 als Militärattaché an der Londoner Botschaft, betonte gegenüber der BBC, die NSA spioniere nicht im Auftrag einzelner US-Unternehmen. Es wurde allerdings zugegeben, dass die Ziele so breit ausgewählt seien, dass man „unvermeidlich“ auch Kommunikation aufzeichne, die militärisch nicht relevant sei. Im oberbayerischen Bad Aibling befand sich bis 2004 eine Echelon-Station, die zweitgrößte Abhöranlage der USA im Ausland. Mit diesem wohl weltweit größten elektronischen Überwachungssystem, bestehend aus 120 Horchposten, die rund um die Uhr Telekommunikationssatelliten und Mobilfunksender abhören sowie Untersee-Telefonkabel und Mailserver anzapfen, werden laut des ehemaligen NSA-Direktors William Studeman, in einer Stunde rund zwei Millionen Nachrichten mitgeschnitten. Die so gewonnenen Erkenntnisse können in Form von Patentanmeldungen gegen Wettbewerber verwendet werden oder zur Preisfindung nützlich sein.